# (3517) Tatianicheva
(3517) Tatianicheva (1976 SE1) – planetoida z pasa głównego asteroid okrążająca Słońce w ciągu 3,36 lat w średniej odległości 2,24 j.a. Odkrył ją Nikołaj Czernych 24 września 1976 roku.